# Tvashtri
Tvashtri (sanskrit IAST : tvaṣṭṛ ; « charpentier, charron »), aussi appelé Tvashta ou Tvashtar, « l'Artisan », est dans la mythologie hindoue, un des fils d'Aditi, considéré comme un prajapati, inventeur des arts et des techniques.

## Étymologie
Son nom est généralement interprété comme venant de l'indo-iranien *twárštā, indo-européen *twr̥ḱ-tēr, de *twerḱ- « couper, tailler, découper ».

## Nature et fonctions
Tvashtar est une divinité relativement mineure dans le Rig-Véda. Il est considéré comme un artisan habile qui a créé de nombreux outils, notamment le vajra d'Indra, la hache de Brihaspati et une coupe pour la nourriture et la boisson divines. On dit qu'il est le créateur des formes et on dit souvent qu'il est l'artisan des êtres vivants et des utérus. Il est également considéré comme un père universel et un ancêtre des humains à travers sa fille Sanjana (ou Saranyu),. Il est le père de Bṛhaspati, et probablement aussi le père d'Indra,,. Il manie une hache en métal, et monte un char tiré par deux juments baies fauves,. Néanmoins, il est le destinataire principal de la liturgie ancienne du Feu divin que reflètent les hymnes āprī.
Tvashtar est une forme ancienne du Feu divin indo-iranien. C'est un Feu procréateur, ce qui justifie la présence des trois Femmes divines à ses côtés. Il est également un Feu « maître des animaux » comme Agni et Rudra.
Qualifié de supāņí- « aux bonnes mains », Tvashtar vishvarûpa « omniforme » est dit apásām apástamah « le meilleur des artisans » et est considéré comme un magicien qui « connaît les prestiges ». Il forge le vajra d'Indra, dieu qu'il combat par la suite en créant l'asura Vritra pour se venger de la mort de son fils Trishiras. Il a fabriqué les coupes des dieux et les leur apporte ce qui fait de lui un échanson des dieux tout comme Héphaïstos.
Le dieu Agni, seigneur du feu sacrificiel et du foyer, est dit « fils de Tvashtar » car ce dernier a contribué à sa naissance en créant le foret à feu.
Il est également dieu magicien, prêtre et poète. Le seul outil qu'il utilise est une hache, mais celle-ci est employée par Brahmaņaspati pour « affûter les formules ». Il est qualifié de kaví- « poète inspiré, visionnaire ».
La réaction de Tvashtar au meurtre de de son fils Trishiras / Vishvarupa est racontée dans différents récits. Dans l'une de ces versions, Tvashtar offre le soma aux dieux dont il est l'hôte, mais en exclut Indra. Tvashtar fait couler le reste du soma dans le feu dont il souhaite faire « l'ennemi victorieux d'Indra ». C'est ainsi que le feu devient Vŗtra. Ce dernier sera tué par Indra dans un épisode célèbre ayant pour titre le « meurtre de Vŗtra », dont le caractère cosmogonique a été démontré par Heinrich Lüders.
Il est parfois identifié à Vishvakarma, qui peut être également son fils,.
Selon Jean Herbert, « Tvashtri est le charpentier, celui qui assemble et adapte les pièces, le Façonneur (...) qui a donné à la terre et au ciel et à toutes choses la variété de leurs formes. Il est le père de Vishvarûpa, celui qui a toutes les formes. »
Il peut être considéré comme l'équivalent du dieu Héphaïstos dans la mythologie grecque et de Vulcain dans la mythologie romaine.